# The Soft Boys
I Soft Boys sono stati un gruppo post-punk inglese attivo tra il 1976 e 1980 guidati dal cantautore Robyn Hitchcock. Inizialmente il loro stile era un insieme di folk e di rock psichedelico, in seguito con l'uscita dell'album Underwater Moonlight divennero uno dei gruppi principali del movimento neopsichedelico ed ispiratori di molti gruppi alternative rock a venire.

## Storia
Si sono formati a Cambridge in Inghilterra inizialmente col nome di Dennis and the Experts, composti da Robyn Hitchcock (voce, chitarra), Alan Davies (chitarra), Andy Metcalfe (basso) e Morris Windsor (batteria).
Registrarono in casa un primo brano Give It To The Soft Boys edito su 45 giri. Dopo la sostituzione di Davies con Kimberley Rew pubblicarono il primo album A Can of Bees che sebbene acerbo contiene brani ispirati alla psichedelia, al progressive rock ma con un'attitudine punk e con testi surreali.
Metcalfe fu sostituito da Matthew Seligman prima della registrazione dell'album successivo.
Nel 1980 pubblicarono l'album considerato il loro migliore, Underwater Moonlight, dove la psichedelia viene miscelata con una forte componente pop, portando il gruppo alla creazione di un nuovo genere, il jangle pop chitarristico. L'album divenne col tempo ispiratore di molti gruppi degli anni 80, come R.E.M., Replacements e del movimento del Paisley Underground.
Il gruppo però si sciolse nello stesso anno, salvo costituirsi temporaneamente nel 1994 e per un triennio tra il 2001 ed il 2003 che portarono alla pubblicazione dell'album Nextdoorland.
Tra i musicisti Robyn Hitchcock proseguì per una prolifica carriera solista, Kimberley Rew formò il gruppo Katrina and the Waves, Selingman entrò nei Thompson Twins, Windsor e Metcalfe suonarono per un periodo con Robyn Hitchcock and the Egyptians.

## Discografia

### Album
- 1979 - A Can of Bees (Yep Roc)
- 1980 - Underwater Moonlight (Yep Roc)
- 1984 - Live at the Portland Arms (Midnight Music)
- 1994 - Where Are the Prawns
- 2002 - Nextdoorland (Matador Records)

### EP
- 1977 - Give It To The Soft Boys (Raw Records)
- 1980 - Near the Soft Boys (Armageddon Entertainment/Delorean)
- 2002 - Side Three (Editions PAF!)

### Raccolte
- 1981 - Two Halves for the Price of One (Inediti e tracce live) (Armageddon Entertainment)
- 1983 - Invisible Hits  (Rykodisc)
- 1984 - Wading Through a Ventilator
- 1989 - Raw Cuts (Over Sound)
- 1993 - 1976-81 (Rykodisc)
- 2001 - Underwater Moonlight... And How It Got There

### Singoli
- 1978 - (I Want to Be an) Anglepoise Lamp/Fatman's Son
- 1980 - I Wanna Destroy You/Old Pervert
- 1981 - Only the Stones Remain/The Asking Tree
- 1982 - Love Poisoning
- 1983 - He's a Reptile/Song No. 4
- 1989 - The Face of Death/The Yodelling Hoover